# Stadio Renato Dall'Ara
Stadio Renato Dall'Ara je fotbalový stadion v italském městě Boloňa, v regionu Emilia-Romagna. Slavnostně byl otevřen v roce 1927 pod názvem Stadio Littoriale. Po válce byl přejmenován na Stadio Comunale a od roku 1984 nese název po bývalém klubovém prezidentovi Renatu Dall'Arovi. 
Na tomto stadionu se hrálo dvakrát Mistrovství světa (1934 a 1990). Stadion využívá místní fotbalový klub Boloňa a také Italská fotbalová reprezentace. Také Italská ragbyová reprezentace zde hrála spoustu utkání a též se zde hrál i Americký fotbal. V letech 1929 až 1996, byl stadion vybaven dráhou kolem hřiště (odstraněna v roce 2015), hostila několik ročníků italského atletického mistrovství a další mezinárodní závody.
Kapacita je pro 38 279 diváků, což v případě využití objektu jako koncertního místa může dosáhnout až 55 000.

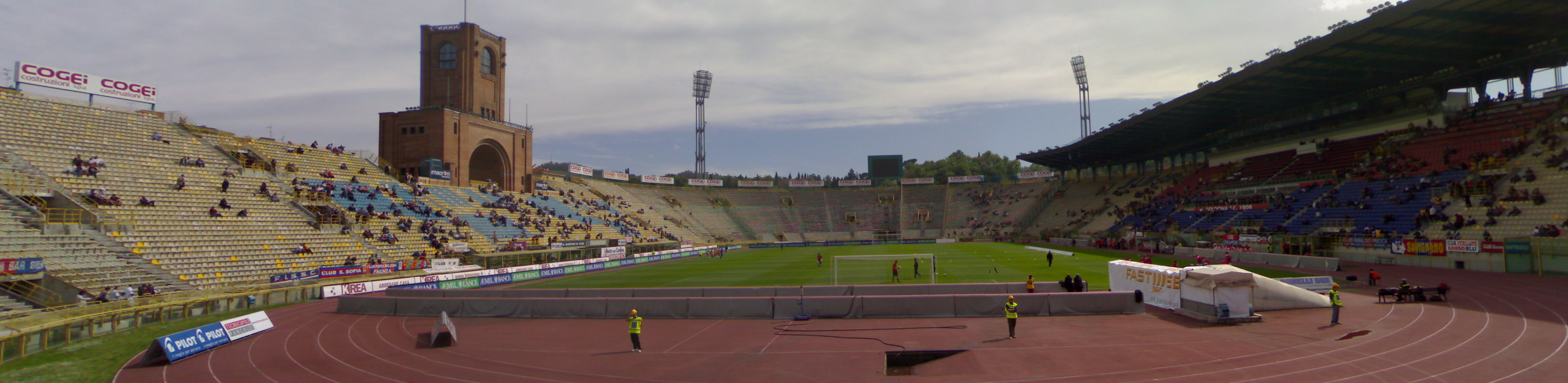
S atletickou dráhou

## Historie
Dne 12. června 1925 byl položen základní kámen stavby na objednávku fašistického činovníka Leandra Arpinatiho (pozdějšího starosty města). Vedle stadionu byly požadovány dva bazény: venkovní o rozměrech 50x30 m a menší, krytý (první v Itálii). Návrh velkého sportovního areálu navrhl inženýr Umberto Costanzini, vedoucí technické kanceláře Casa del Fascio, a architekt Giulio Ulisse Arata. 

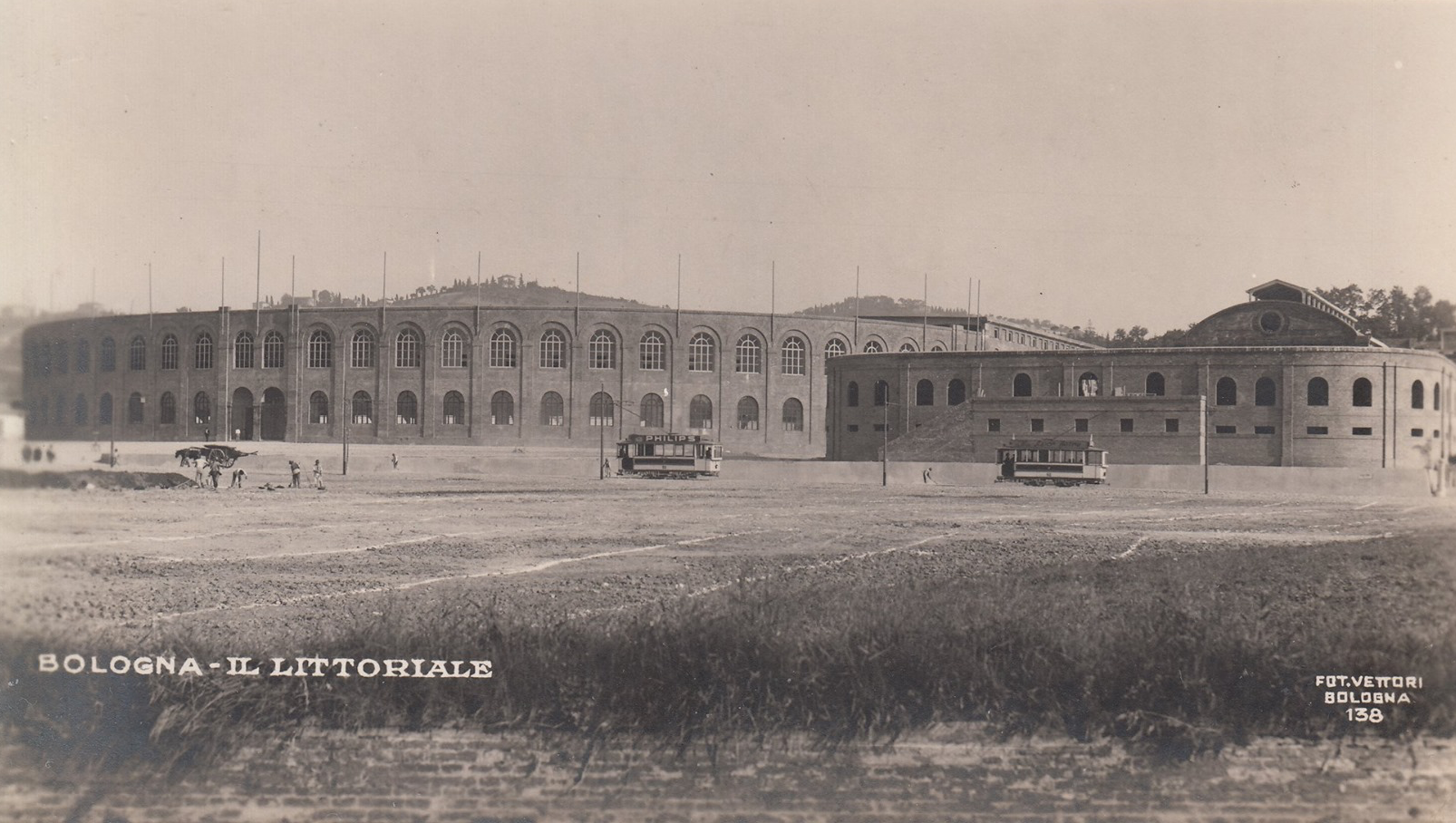
V roce 1930

Dne 29. října 1926 mohl Arpinati prohlásit konec práce, přibližně rok po položení základního kamene. O dva dny později, byl před zraky všech městských úřadů slavnostně stadion otevřen Mussolinim, který do stadionu okázale vjel na svém koni. V pozdním odpoledni téhož dne byl na Mussoliniho proveden neúspěšný atentát. První utkání se zde odehrálo 29. května 1927 před 55 000 diváky, když reprezentace Itálie porazila 2:0 Španělsko za přítomnosti krále Viktor Emanuel III. a Infanta Alfonse Bourbonského. Střelcem první branky se stal Adolfo Baloncieri. Klub Boloňa zde nastoupila prvně 5. června, když porazilo Janov 1:0 gólem Giuseppe Martelliho.
Stadion Stadio Littoriale byl postaven s typickými červenými cihlami a klenutými okny z ní dělaly na svou dobu výjimečnou stavbu. Další punc charakteru přidala stavba věže Maratona, dokončená v roce 1929, v sektoru naproti kryté tribuně. Na svou dobu patřil mezi největší a nejmodernější stadiony své doby, a tak byl vybrán  pro zápasy na MS 1934. Po válce byl přejmenován na Stadio Comunale, který tento název nesl do 3. června 1984, kdy byl přejmenován na po bývalém prezidentovi klubu Renatu Dall'Arovi na Stadio Renato Dall'Ara.
Velkou rekonstrukci stadion prošel, když byl vybrán pro MS 1990. Byly zavedeny nové nouzové východy, předělána atletická dráha, byly přidány nové řady sedadel a byla kompletně přemalována. Nakonec byla postavena nová střecha na tribuně, byly očištěny všechny fasády, revidováno osvětlení a instalována nová výsledková tabule.
Stadion také hostil domácí zápasy bosenského národního fotbalového týmu během kvalifikace na MS 1998 kvůli nepoužitelnosti sarajevského stadionu. 
Mezi lety 2016 a 2018 došlo ke snížení počtu sedadel a byla aplikována malá vylepšení.

### Maratonská věž

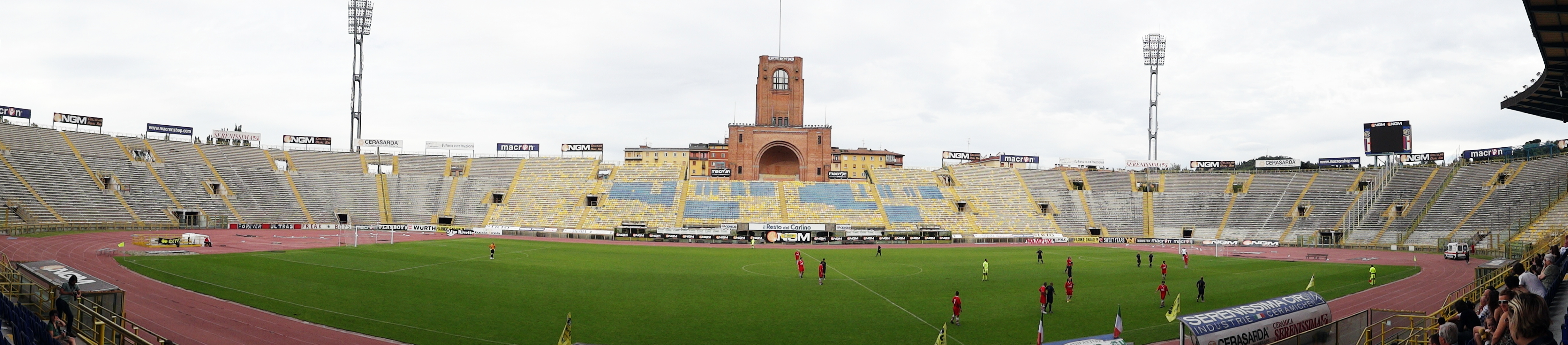
Dominanta stadionu Maratonská věž

Torre di Maratona byla dokončena 29. října 1929 na střední části východní tribuny stadionu, na straně naproti kryté tribuně.
Symbol soutěže a odporu sportovců navrhl Giulio Ulisse Arata a postavil jej na místě, kde došlo k popravě Ugo Bassi. Výška 42 metrů a šířka 42 metrů, je rozdělena do šesti úrovní, se dvěma mezilehlými panoramatickými terasami, které ústí do prvních dvou úrovní konstrukce věže, zatímco ve třetí úrovni byl vybudován velín pro osvětlení celého sportovního areálu. Jsou vzájemně propojena řadou schodišť, ke kterým byly poté přidány dva výtahy, jeden vnitřní a jeden vnější, aby se výstup na vrchol usnadnil.
Na stožáru věže byla umístěna socha představující okřídlené vítězství s fasces a impozantní vlajka Královského námořnictva (100  m²) , zatímco před výklenkem monumentálního oblouku, obráceným do vnitřku stadionu, se dříve nacházela jezdecká socha Mussoliniho, kterou vytvořil Giuseppe Graziosi. Dne 26. července 1943, den po pádu fašismu, dav strhl tuto sochu.

## Zápasy

### První zápas
| 29. květen 1927 | Itálie                        | 2 – 0 | Španělsko | Littoriale Stadium                    |  |  |
|                 | Baloncieri 31' Prats 50'(vl.) |       |           | Diváci: 55 000 Rozhodčí: Stanley Rous |  |  |
|                 |                               |       |           |                                       |  |  |

### Mistrovství světa
Stadion hostil dva ročníky Mistrovství světa ve fotbale konaných v Itálii a to v letech MS 1934 a MS 1990.

#### Mistrovství světa ve fotbale 1934
- Švédsko –  Argentina 3:2 (1. kolo) 27. května
- Rakousko –  Maďarsko 2:1 (čtvrtfinále) 31. května

#### Mistrovství světa ve fotbale 1990
- SAE –  Kolumbie 0:2 (skupina D) 9. června
- Jugoslávie –  Kolumbie 1:0 (skupina D) 14. června
- Jugoslávie –  SAE 4:1 (skupina D) 19. června
- Anglie –  Belgie 1:0 (prodl.) (osmifinále) 26. června